# ウィル・ペニー
『ウィル・ペニー』（原題: Will Penny）は、1968年のアメリカ合衆国の映画。
トム・グライス監督、チャールトン・ヘストン主演の西部劇で、二人はこの後、二作品でタッグを組んでいる。
史劇などの大作で雄々しい役柄を演じる印象の強いチャールトン・ヘストンが、初老の寂寥感ただよう等身大のカウボーイを見事に演じている。

## 概要
公開時「第二の『シェーン』」という謳い文句がつけられたほどの興行的成功はしなかった。だがガンファイトに主眼をおかず、荒涼たる冬を背景に必死に生きるカウボーイ達を叙情的に描いた隠れた名作であり、ヘストン自身もお気に入りの一作であるとコメントしている。
元となったのは、サム・ペキンパーが製作したTVシリーズ（The Westerner）のうちの一話（Line Camp）である。
本作品の制作された当時は、もう既に単純な勧善懲悪の西部劇はすたれており、さらにこの2年ほどで大転換を迎えていくことになる。

## ストーリー
腕のいい初老のカウボーイ、ウィル・ペニー（チャールトン・ヘストン）は、テキサスからのキャトル・ドライブ（牛追い）で、カンザスシティーへと伸びる鉄道の支線までやってきた。雇い主のアンス・ハワード（G・D・スプラドリン）からその腕をみこまれて更なる同行を誘われたが、その仕事を若者に譲り、ブルー（リー・メジャース）とダッチー（アンソニー・ザーブ）とともに再びテキサスへと南下する。
だがその旅の途中、野生の鹿の狩猟をめぐってならず者のクィント（ドナルド・プレザンス）一家と揉め事になり、相手の一人を撃ち殺してしまう。連れのダッチーも重傷を負い、医者を探してさらに南下する途中、ケートロン交易所で、オハイオからオレゴンへと向かうアレン親子（ジョーン・ハケット、ジョン・フランシス）と知り合いになる。
ウィル達はアルフレッドの町に到着し、ダッチーを医者に診せる。ウィルは二人と別れてただ一人、紹介されたフラットアイアン牧場へ向かう。ウィルは運良く雇ってもらえることとなり、冬の間一人で広大な牧場の境界付近を見回ることとなった。
ウィルが見回りの拠点となる山小屋へ到着すると、そこにはオレゴンへの道案内人に置き去りにされてしまったアレン親子が居た。役目がら、ウィルは親子に立ち退くように命令し、そのまま牧場の見回りに出たところ、恨まれて付け狙われていたクィント一家に襲われてしまう。ウィルは大怪我を負わされた上に身ぐるみはがされ、冬山に放置されてしまったが、必死で山小屋までたどり着き、アレン親子の看病を受けて、なんとか生き延びることができた。
ウィルは、命の恩人であるアレン親子を山小屋から追い出せなくなってしまい、間近に迫った冬に備え、冬越えの準備に追われていく。三人は交流を深め、ウィルは生まれて初めて家庭の暖かさを知る。自分の感情にとまどいながらも幸せに過ごした一時期だったが、クリスマスも間近なある夜、またもクィント一家が山小屋に乱入してくる。
ウィルたちは奴隷か使用人のように働かされ、キャサリンはクィントの二人の息子との結婚を強要される。ウィルとキャサリンは計画を練り、隙をついてウィルは逃げ出すことに成功した。自分を探しに来たブルーとダッチに遭遇したウィルは山小屋に引き返し、二人の応援を受けてクィント一家を撃退する。
不審な事態を察したアレックス（ベン・ジョンソン）たちも牧場の母屋から駆けつけ、騒ぎは収まる。だがそれはウィルとアレン親子の別れの時でもあった。キャサリンから愛を打ち明けられても、ウィルにはそれを受け止めるだけの自信も残された時間もない。
ウィルは牧場を辞め、アレックスにアレン親子を託し、ブルーとダッチとともに南へ帰っていった。

## キャスト
| 役名                         | 俳優                     | 日本語吹替                                   |
| 役名                         | 俳優                     | 日本テレビ版                                 |
| ---------------------------- | ------------------------ | -------------------------------------------- |
| ウィル・ペニー               | チャールトン・ヘストン   | 納谷悟朗                                     |
| キャサリーン・アレン         | ジョーン・ハケット       | 高橋ひろ子                                   |
| ホーレス・G・アレン          | ジョン・グリース         |                                              |
| クィント                     | ドナルド・プレザンス     | 内田稔                                       |
| ブルー                       | リー・メジャース         |                                              |
| レイフ・クィント             | ブルース・ダーン         | 坂口芳貞                                     |
| アレックス・フラットアイアン | ベン・ジョンソン         |                                              |
| アイク・ウォーラーステイン   | スリム・ピケンズ         |                                              |
| ケートロン                   | クリフトン・ジェームズ   |                                              |
| ダッチー                     | アンソニー・ザーブ       | 峰恵研                                       |
| ボーチス・サリバン           | ロイ・ジェンソン         |                                              |
| アンス・ハワード             | G・D・スプラドリン       |                                              |
| ルーファス・クィント         | ジーン・ルーサーフォード |                                              |
| 不明 その他                  | N/A                      | 今西正男 村越伊知郎 杉田俊也 秋元羊介 青野武 |
| 日本語スタッフ               |                          |                                              |
| 演出                         |                          |                                              |
| 翻訳                         |                          |                                              |
| 効果                         |                          |                                              |
| 調整                         |                          |                                              |
| 制作                         | 制作                     | 東北新社                                     |
| 解説                         | 解説                     | 水野晴郎                                     |
| 初回放送                     | 初回放送                 | 1976年3月10日 『水曜ロードショー』           |

## スタッフ
- 監督・脚本 ： トム・グライス
- 製作：フレッド・エンゲル、ウォルター・セルツァー
- 音楽 = デイヴィッド・ラクシン
- 撮影 = ルシアン・バラード
- 編集 = ウォーレン・ロウ
- 歌 = ドン・チェリー "The Lonely Rider"
- 作詞 = ロバート・ウェルズ
- 作曲 = デビッド・ラクシン
- 配給：パラマウント・ピクチャーズ